# متال استورم (وبگاه)
متال استورم (به انگلیسی: Metal Storm) نام یک مجله اینترنتی است که با تمرکز بر روی انواع گوناگون موسیقی متال و انتشار مقالات مختلف در این زمینه، خوانندگان و علاقه‌مندان به این سبک را با گروه‌های موسیقی آشنا می‌کند.

## تاریخچه
این وب‌گاه در سال ۲۰۰۰ در اینترنت بارگذاری شد و هم‌اکنون با ارائه بیش از ۳۴۰۰ گروه متال و هزاران مقاله دربارهٔ آلبوم‌ها، اخبارها، مصاحبه‌ها و ... فعالیت می‌کند.

## انجمن‌ها
متال استورم در حدود ۱۴۵۰۰ عضو از انجمن‌های فعال موسیقی در سراسر اینترنت محسوب می‌شود و روزانه هزاران پست در انجمن‌های این وب‌گاه توسط اعضاء ارسال می‌شود.
تقسیم بندی انجمن‌های متال استورم به شرح زیر است:
انجمنهای متال
- مباحث کلی راجع به موسیقی متال
- انجمن ملودیک متال (مباحث مربوط به موسیقی هوی/پاور/پروگرسیو/دوم/گوتیک متال و مشتقات آنها)
- انجمن اکستریم متال (مباحث مربوط به موسیقی دث/بلک/ترش متال و مشتقات آنها)
- انجمن آلترنتیو متال (مباحث مربوط به موسیقی اینداستریال/نو/استونر/اوانتگارد متال و مشتقات آنها)

اخبارها و رویدادها
- جوابیه‌های مربوط به اخبار
- جوابیه‌های مربوط به رویدادها

نشریه ها
- جوابیه‌های مربوط به نقدهای البوم‌ها
- جوابیه‌های مربوط به مقالات
- جوابیه‌های مربوط به مصاحبه‌ها
- جوابیه‌های مربوط به نگارخانه عکس
- جوابیه‌های مربوط به کمیک‌ها
- جوابیه‌های مربوط به مطالب طنز
- جوابیه‌های مربوط به نمونه‌های MP۳
- بلاگ‌های پرسونل وب‌گاه (تنها اعضای نمونه و خدمه وب‌گاه حق ایجاد موضوع در این قسمت هستند)

مباحث موسیقی
- انجمن راک (مباحث مربوط به راک/هارد راک/پانک/گرانج)
- انجمن موسیقی (مباحث مربوط به موسیقی خارج از محدوده راک و متال)
- انجمن نوازندگان

انجمن وب‌گاه 
- اخبار سایت و اعلامیه‌ها
- مباحث کلی پیرامون سایت
- انجمن اعضای سایت
- آگاه‌سازی مشکلات انجمن

## اعضا
عضویت در وب‌گاه متال استورم، رایگان است و افراد می‌توانند بعد از عضویت در وب‌گاه، پروفایل شخصی خود را تنظیم و با ارائه کار به وب‌گاه، از خدمه و مدیران امتیاز کسب کنند و با ارائه فعالیت‌های مفید به جمع خدمه سایت اضافه شوند.
همچنین، اعضا می‌توانند آلبوم‌هایی که در وب‌گاه موجود هست و خود کاربر هم آن را دارد به مجموعه خود اضافه کنند و از این طریق در صورت علاقه آلبوم‌های خود را با دیگر اعضا تبادل کنند.
اعضای وب‌گاه همچنین می‌توانند در امتیاز دادن به آلبوم‌ها هم مشارکت داشته باشند، حق امتیاز دادن از ۱ تا ۱۰ رو دارند.
افراد در متال استورم به دو دسته تقسیم می‌شوند:
- 1. خدمه و مدیران
    - مدیر کل وب‌گاه (سه نفر مدیر، که در راس آن‌ها ایوان قرار دارد)
    - مدیران انجمن (مدیرانی که وظیفه نظارت بر انجمن‌ها را دارند)
    - خدمه سایت (افرادی که وظیفه اضافه کردن مطالب و بروز رسانی پروفایل‌ها را دارند)

  2. اعضا
    - اعضای برتر و رسمی سایت که به عنوان الیت شناخته شده‌اند
    - اعضای فعال حاضر در انجمن
    - اعضای محدود شده که پس از دریافت اخطار کتبی به روند نامناسب خود ادامه داده و از فعالیت در فروم منع شده‌اند.

## امکانات وب‌گاه
گروه‌ها: تا سال ۲۰۰۷، بیش از ۳۴۰۰ گروه در سایت متال استورم ثبت شده‌اند؛ که در پروفایل آن‌ها تمامی اطلاعات مربوط به گروه، از جمله ملیت اعضای گروه، کمپانی منتشرکننده آلبوم‌ها، سبک، تاریخ تأسیس و پایان فعالیت گروه، وب‌گاه و تمامی اعضای فعلی و سابق گروه‌های موسیقی در پروفایل آنها موجود است.
در قسمت دیسکوگرافی تمامی اطلاعات مربوط به آلبوم‌ها، دموها، دی وی دی‌ها و سایر انتشارات گروه‌های موسیقی قرار گرفته‌اند. همچنین ویدئو کلیپ‌های گروه‌ها در قسمت ویدئوگرافی در پروفایل آن‌ها موجود است. سایر اطلاعات لازم از جمله تاریخ کنسرت‌ها، تاپیک‌های مربوط، نگارخانه عکس و نام اعضای هوادار گروه نیز در هر پروفایل قابل مشاهده است. لازم به ذکر است که تا پایان سال ۲۰۰۷ محبوب‌ترین گروه در این وب‌گاه، گروه آیرون میدن بوده است.
آلبوم‌ها: علاوه بر امکان امتیاز دهی آلبوم، اعضا می‌توانند آلبوم مورد نظر خود را در سه دسته زیر قرار دهند:
- آن را دارم
- آن را به تازگی دریافت کردم
- آن را می‌خواهم

بدین ترتیب نظمی در وضعیت آلبوم‌ها به وجود می‌آید که به وسیله آن می‌توان صاحبان و علاقه‌مندان به آن آلبوم را شناسایی کرد. همچنین، آلبوم‌هایی که تازه به بازار عرضه شده‌اند و آلبوم‌هایی که قرار هست تا چندین ماه آینده به بازار عرضه شوند در لیست مخصوصی قرار گرفته‌اند و لحظه به لحظه با آخرین تغییرات، این لیست‌ها به روز می‌شوند.
۱۰۰ آلبوم برتر: با توجه به امتیاز کسب شده آلبوم که توسط اعضا به آن آلبوم داده می‌شود آلبوم‌ها با بیش از ۱۰۰ رأی داخل لیست آلبوم‌های برتر قرار می‌گیرند. همچنین، در کنار ۱۰۰ آلبوم برتر، ۱۰۰ آلبوم ضعیف متال هم وجود دارد که به آلبوم‌هایی که ضعیف‌ترین امتیاز را کسب کردند، در آن قرار دارند.
رویدادها: این قسمت رویدادهای مرتبط به مراسم و فستیوال‌ها و کنسرت‌های متال قرار داده می‌شوند. همچنین، در صورتی‌که سایت یک رویداد را مورد حمایت قرار دهد، پس از برگزاری، اخبار آن کنسرت به همراه عکس‌های آن کنسرت (که توسط خدمه سایت گرفته می‌شود) را در قسمت مطالب قرار می‌دهند.

میتینگ سال 2007

یک کاربر اگر تمایل در حضور در یک تور، فستیوال یا کنسرت را دارد می‌تواند حضور خود را اعلام کند. یکی از مهم‌ترین گردهمایی‌ها، فستیوال "Hell Fest" هست که در آن اعضای سایت متالستورم، جشنواره را برگزار می‌کنند.
مکان‌های متال: از جدیدترین امکانات وب‌گاه می‌باشد که در آن با استفاده از نقشه گوگل مکان‌های متال از جمله فروشگاه‌ها، بارها، کافه‌ها و کلاب‌های مخصوص گروه‌های متال در آن قرار گرفته‌اند.
مطالب طنز: این قسمت، حالت سرگرمی دارد و اعضای وب‌گاه خلاقیت‌های طنز خود را به سایت عرضه می کنند. این قسمت شامل بخش‌های زیر می‌باشد:
۱.کاورهای تغییریافته برای رفع کسالت!
۲.کمیک‌های متال
۳.قوانین متال
- ۱۰۱ قانون پاور متال
  - ادامه حماسی ۱۰۱ قانون پاور متال!
  - ۱۰۱ قانون نو متال
  - ۱۰۱ شرط لازم برای عضویت در متال استورم
  - ۱۰۱ قانون ترش متال
  - ۱۰۱ قانون پروگرسیو متال
  - ۱۹۶ قانون دوم متال
  - ۱۰۱ قانون دت متال
  - ۱۰۱ قانون بلک متال
  - ۱۰۱ قانون موج جدید هوی متال بریتانیایی
- ویدئوهای طنز متال

## مسابقات سالیانه
از سال ۲۰۰۵ مسابقات سالیانه در متال استورم برگزار می‌شود که در طی آن، به برترین‌های سال در هر سبک به تفکیک اعضای وب‌گاه رأی می‌دهند.
در این مسابقات که به مدت ۱ ماه از آغاز فوریه تا مارس بطول می‌کشد مسابقات در زمینه‌های زیر برگزار می‌شود:

لوگوی رسمی سال 2007

- برترین آلبوم‌های سال به تفکیک سبک
  1.     - آلترنتیو متال
    - آوانتگارد متال
    - اتمسفریک/سمفتیک متال
    - بلک متال
    - دت متال
    - دوم متال
    - اکستریم دوم متال
    - پگان/فولک/وایکینگ متال
    - گتیک متال
    - گریندکر
    - هوی متال
    - اینداستریال متال
    - ملودت/گتنبرگ
    - متالکر
    - پست-متال
    - پاور متال
    - پروگرسیو متال
    - استونر/اسلاج متال
    - ترش متال

  2. برترین کاور
  3. برترین آلبوم گروه‌های تازه‌کار
  4. برترین دی وی دی
  5. برترین ویدئو
  6. بدترین آلبوم سال
  7. شگفت انگیزترین آلبوم سال
  8. درام سال

## مصاحبه‌های ویدئویی
یکی از جدیدترین فعالیت‌های وب‌گاه، آغاز به انجام مصاحبه با گروه‌های مختلف در فستیوال هاست. تا به حال دو مصاحبه، ابتدا با وکالیست گروه میهم و سپس مصاحبه با گیتاریست و بیسیست گروه کاوالرا کانسپیراسی انجام شده و به زودی ده‌ها مصاحبه دیگر که در فستیوال امسال Hellfest انجام شده به روی وب‌گاه گذاشته می‌شود.
مصاحبه‌ها به صورت ویدئویی هستند و توسط خدام وب‌گاه انجام می‌شود. این حرکت، گامی نو در مسیر پیشرفت متال استورم خواهد بود.

## رتبه در سایتالکسا
با توجه به حضور فعال اعضای متالستورم در سایت و انجمن، این وب‌گاه به عنوان سومین سایت معتبر در زمینه موسیقی هوی متال در جهان شناخته شده، و در کل رتبه ۲۲٫۶۸۴ را بدست آورده‌است.

## ارتباط به بیرون
- سایت رسمی متالستورم
- دامین نروژی سایت متالستورم
- صفحه رسمی متالستورم در Myspace